# Leugnies
Leugnies (en wallon et picard Leugniye) est une section de la ville belge de Beaumont, située en Wallonie dans la province de Hainaut. 
C'était une commune à part entière avant la fusion des communes de 1977.

## Étymologie
L'étymologie populaire est le village des loups. Mais l'occurrence la plus ancienne, Lupiniacas (868), évoque plutôt un domaine des (suffixe -iacas) Lupinius, gentilice gallo-romain dérivé de lupus, le loup. Ses habitants s’appellent les Lunisiens ou les Leugniens.

## Géographie
Village frontalier de la botte du Hainaut sis sur la route allant de Beaumont à la frontière française, la localité est bornée au nord par Bousignies-sur-Roc (France), à l’est par Leval-Chaudeville, au sud par Grandrieu et à l’ouest, par Cousolre (France). Deux quartiers isolés (1830) : Haie des saules et Scierie de marbre.

## Évolution démographique
- Sources : INS, Rem. : 1831 jusqu'en 1970 = recensements, 1976 = nombre d'habitants au 31 décembre.

## Histoire

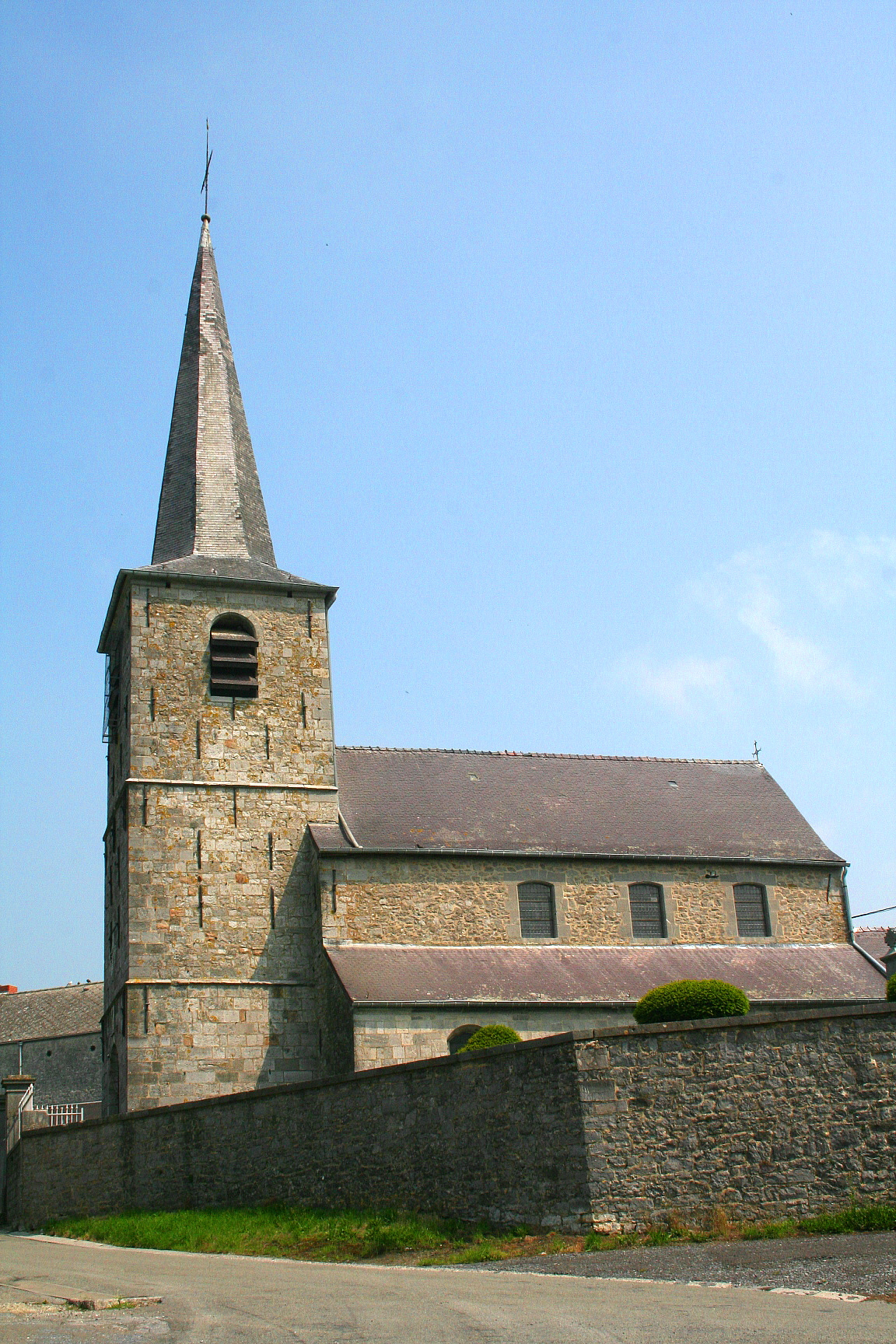
Leugnies, l'église Saint-Martin.

Des fouilles du 19e siècle prouvent que le site du village a été occupé par des Gallo-Romains.
Le village — bien que non limitrophe — faisait partie intégrante de Beaumont, et était considéré comme une … rue de cette ville, la rue du Postel ! Ce n’est qu’en 1699, que les États du Hainaut lui accordent l’autonomie.
La villa de Leugnies appartenait d’abord à l’abbaye de Lobbes mais en 1161, Henri II de Leyen, prince-évêque de Liège, donne l’église du lieu avec ses dîmes, ses revenus et ses dépendances à l’abbaye de Bonne-Espérance.
À la suite de divergences avec la communauté locale, cette abbaye lui accorde en juillet 1398 la loi de Leugnies, encore appelée loi de chef-lieu, c'est-à-dire un code pénal calqué sur celui de Mons.
En 1830, on comptait 345 habitants et 79 maisons, deux scieries de marbre et des commerces de marbre, de fer et de bois.

## Patrimoine et culture

### Patrimoine architectural

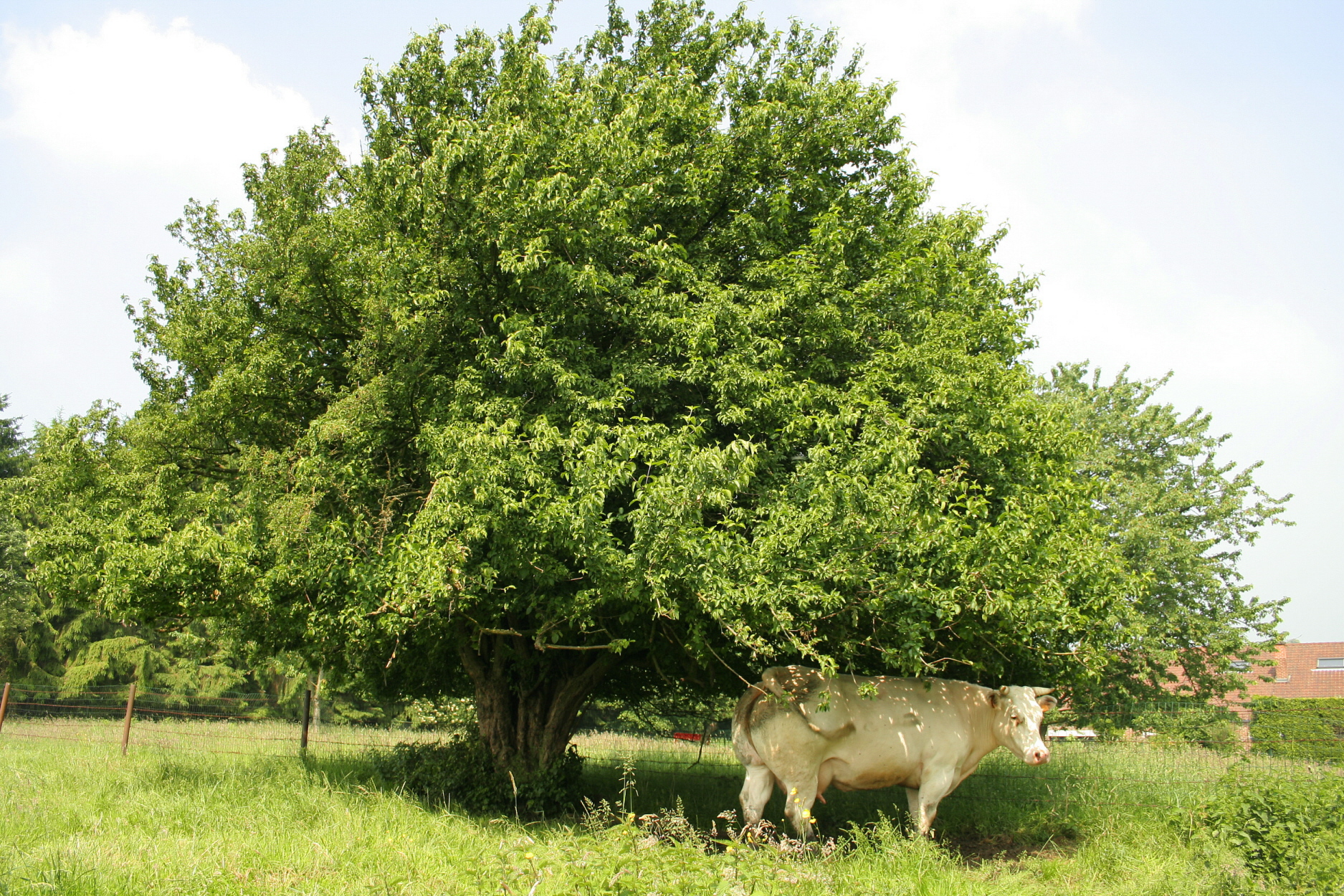
Leugnies possède le second cornouiller mâle remarquable de Belgique.

- L’abbaye de Bonne-Espérance y possédait une seigneurie. La demeure du censier est encore visible au centre du village.
- L’exploitation du marbre rouge fut une activité économique importante du village (jusqu'en 1825). Particulièrement au lieu-dit 'Haie des Saules' où il reste des vestiges de l’industrie marbrière.
- Eglise Saint-Martin. Située dans l'ancien cimetière édifice construit en plusieurs étapes, de l'église primitive du XIIIe siècle subsistent les hautes de la nef, la tour de façade date 1587 a subi des transformations en 1768, l'église a été restaurée en 1887, la dernière restauration remonte de 1969 et 1971[5].
- Ancienne ferme abbatiale de Bonne-Espérance, dont la construction des bâtiments tous parallèles est de 1735 à 1846[6]. Il est situé rue Rousseaux.